# Eulersche Differentialgleichung
Die eulersche Differentialgleichung (nach Leonhard Euler) ist eine lineare gewöhnliche Differentialgleichung höherer Ordnung mit nicht-konstanten Koeffizienten der speziellen Form
{\displaystyle \sum _{k=0}^{N}a_{k}\,(cx+d)^{k}\;y^{(k)}(x)=b(x)\ ,\ cx+d>0}
zu gegebenen {\displaystyle N\in \mathbb {N} ,\ a_{0},\ldots ,a_{N},c,d\in \mathbb {R} ,\ c\neq 0} und Inhomogenität {\displaystyle b}. Kennt man ein Fundamentalsystem der homogenen Lösung, so kann man mit dem Verfahren der Variation der Konstanten die allgemeine Lösung der inhomogenen Gleichung bestimmen. Daher braucht nur {\displaystyle b\equiv 0} betrachtet zu werden. 
Die eulersche Differentialgleichung wird mittels der Transformation {\displaystyle z(t):=y\left({\tfrac {e^{t}-d}{c}}\right)} in eine lineare Differentialgleichung mit konstanten Koeffizienten überführt.

## Motivation der Transformation
Sei {\displaystyle y} eine genügend glatte Funktion und 
{\displaystyle z(x):=y\left({\frac {e^{x}-d}{c}}\right)}, also {\displaystyle \ y(x)=z(\ln(cx+d))}.
Dann gilt 
{\displaystyle {\begin{array}{lll}y'(x)&=&{\frac {c}{cx+d}}z'(\ln(cx+d))\ ,\\y''(x)&=&{\frac {c^{2}}{(cx+d)^{2}}}z''(\ln(cx+d))-{\frac {c^{2}}{(cx+d)^{2}}}z'(\ln(cx+d))\ ,\\\end{array}}}
also
{\displaystyle {\begin{array}{lll}(cx+d)y'(x)&=&c\cdot z'(\ln(cx+d))\ ,\\(cx+d)^{2}y''(x)&=&c^{2}\cdot [z''-z'](\ln(cx+d))\ .\\\end{array}}}
Insofern würde sich die eulersche Differentialgleichung zweiter Ordnung in eine lineare Differentialgleichung mit konstanten Koeffizienten transformieren.
Es stellen sich nun folgende Fragen:
- Überführt diese Transformation auch die Terme höherer Ordnung {\displaystyle (cx+d)^{k}y^{(k)}(x)} in welche mit konstanten Koeffizienten?
- Wie kann man die Koeffizienten auf der rechten Seite einfacher ausrechnen, ohne jedes Mal die Transformation genügend oft abzuleiten?

Diese Fragen werden durch den folgenden Transformationssatz geklärt:

## Der Transformationssatz
Sei {\displaystyle z} Lösung der linearen Differentialgleichung mit konstanten Koeffizienten
{\displaystyle \sum _{k=0}^{n}a_{k}c^{k}\left(\left[\prod _{j=0}^{k-1}\left({\frac {\rm {d}}{{\rm {d}}x}}-j\right)\right]z\right)(x)=0\ .}
Dann ist 
{\displaystyle \ y(x):=z(\ln(cx+d))}
eine Lösung der (homogenen) eulerschen Differentialgleichung
{\displaystyle \sum _{k=0}^{N}a_{k}(cx+d)^{k}y^{(k)}(x)=0\ ,\ cx+d>0\ .}

### Erläuterung zur Notation
Hierbei werden zunächst die Differentialoperatoren miteinander (vergleichbar dem Ausmultiplizieren) verknüpft, bevor sie auf eine Funktion angewandt werden, beispielsweise:
{\displaystyle \left[\prod _{j=0}^{-1}\left({\frac {\rm {d}}{{\rm {d}}x}}-j\right)\right]z=z\ ,}
{\displaystyle \left[\prod _{j=0}^{0}\left({\frac {\rm {d}}{{\rm {d}}x}}-j\right)\right]z=\left({\frac {\rm {d}}{{\rm {d}}x}}-0\right)z=z'\ ,}
{\displaystyle \left[\prod _{j=0}^{1}\left({\frac {\rm {d}}{{\rm {d}}x}}-j\right)\right]z=\left({\frac {\rm {d}}{{\rm {d}}x}}-0\right)\left({\frac {\rm {d}}{{\rm {d}}x}}-1\right)z=\left({\frac {\rm {d^{2}}}{{\rm {d}}x^{2}}}-{\frac {\rm {d}}{{\rm {d}}x}}\right)z=z''-z'\ ,}
{\displaystyle \left[\prod _{j=0}^{2}\left({\frac {\rm {d}}{{\rm {d}}x}}-j\right)\right]z=\left({\frac {\rm {d}}{{\rm {d}}x}}-0\right)\left({\frac {\rm {d}}{{\rm {d}}x}}-1\right)\left({\frac {\rm {d}}{{\rm {d}}x}}-2\right)z=\left({\frac {\rm {d^{3}}}{{\rm {d}}x^{3}}}-3{\frac {\rm {d^{2}}}{{\rm {d}}x^{2}}}+2{\frac {\rm {d}}{{\rm {d}}x}}\right)z=z'''-3z''+2z'\ .}

### Beweis
Zu zeigen ist lediglich {\displaystyle c^{k}\left(\left[\prod _{j=0}^{k-1}\left({\frac {\rm {d}}{{\rm {d}}x}}-j\right)\right]z\right)(\ln(cx+d))=(cx+d)^{k}y^{(k)}(x)} für alle {\displaystyle k\in \mathbb {N} _{0}}. Dies geschieht mittels vollständiger Induktion. Der Induktionsanfang {\displaystyle k=0} ist trivial. Unter Voraussetzung der Gültigkeit der Identität für {\displaystyle k_{0}\in \mathbb {N} _{0}} kann diese Identität differenziert werden. Es ergibt sich
{\displaystyle (cx+d)^{k_{0}}y^{(k_{0}+1)}(x)+ck_{0}(cx+d)^{k_{0}-1}y^{(k_{0})}(x)={\frac {c^{k_{0}+1}}{cx+d}}\left({\frac {\rm {d}}{{\rm {d}}x}}\left[\prod _{j=0}^{k_{0}-1}\left({\frac {\rm {d}}{{\rm {d}}x}}-j\right)\right]z\right)(\ln(cx+d))\ .}
Anwenden der Induktionsvoraussetzung impliziert
{\displaystyle {\begin{array}{lll}(cx+d)^{k_{0}+1}y^{(k_{0}+1)}(x)&=&c^{k_{0}+1}\left({\frac {\rm {d}}{{\rm {d}}x}}\left[\prod _{j=0}^{k_{0}-1}\left({\frac {\rm {d}}{{\rm {d}}x}}-j\right)\right]z\right)(\ln(cx+d))-ck_{0}(cx+d)^{k_{0}}y^{(k_{0})}(x)\\&=&c^{k_{0}+1}\left({\frac {\rm {d}}{{\rm {d}}x}}\left[\prod _{j=0}^{k_{0}-1}\left({\frac {\rm {d}}{{\rm {d}}x}}-j\right)\right]z\right)(\ln(cx+d))\\&&\quad -c^{k_{0}+1}k_{0}\left(\left[\prod _{j=0}^{k_{0}-1}\left({\frac {\rm {d}}{{\rm {d}}x}}-j\right)\right]z\right)(\ln(cx+d))\\&=&c^{k_{0}+1}\left(\left[\prod _{j=0}^{k_{0}}\left({\frac {\rm {d}}{{\rm {d}}x}}-j\right)\right]z\right)(\ln(cx+d))\ .\\\end{array}}}

## Folgerung: Konstruktion eines Fundamentalsystems
Die charakteristische Gleichung für die Differentialgleichung von {\displaystyle z} lautet 
{\displaystyle \chi (\lambda )=\sum _{k=0}^{n}a_{k}c^{k}\prod _{j=0}^{k-1}(\lambda -j)=0\ .}
Bezeichnen nun {\displaystyle \lambda _{1},\ldots ,\lambda _{M}} die Nullstellen des charakteristischen Polynoms {\displaystyle \chi (\lambda )} und {\displaystyle R_{j}} die Vielfachheit von {\displaystyle \lambda _{j}}, so bildet
{\displaystyle \{z_{j,k}(x)=e^{\lambda _{j}x}x^{k}\ |\ j=1,\ldots ,M\ ,\ k=0,\ldots ,R_{j}-1\}}
ein Fundamentalsystem der Gleichung für {\displaystyle z}. Also ist
{\displaystyle \{y_{j,k}(x)=(cx+d)^{\lambda _{j}}[\ln(cx+d)]^{k}\ |\ j=1,\ldots ,M\ ,\ k=0,\ldots ,R_{j}-1\}}
ein Fundamentalsystem der (homogenen) eulerschen Differentialgleichung.

## Beispiel
Gegeben sei die eulersche Differentialgleichung
{\displaystyle a_{2}x^{2}y''(x)+a_{1}xy'(x)+a_{0}y(x)=0\ ,\ a_{2}\neq 0\ ,\ x>0\ .}
Zu lösen ist nach obigem Satz zunächst die folgende lineare Differentialgleichung mit konstanten Koeffizienten
{\displaystyle a_{2}(z''(x)-z'(x))+a_{1}z'(x)+a_{0}z(x)=0\ ,}
also
{\displaystyle a_{2}z''(x)+(a_{1}-a_{2})z'(x)+a_{0}z(x)=0\ .}
Das zu dieser Differentialgleichung gehörige charakteristische Polynom lautet
{\displaystyle \chi (\lambda )=\ a_{2}\lambda ^{2}+(a_{1}-a_{2})\lambda +a_{0}}
und besitzt die Nullstellen
{\displaystyle \lambda _{1,2}={\frac {a_{2}-a_{1}}{2a_{2}}}\pm {\sqrt {{\frac {(a_{2}-a_{1})^{2}}{4a_{2}^{2}}}-{\frac {a_{0}}{a_{2}}}}}\ .}
Fall 1: {\displaystyle \lambda _{1}\neq \lambda _{2}}, beide reell.
Dann ist {\displaystyle \{e^{\lambda _{1}z},e^{\lambda _{2}z}\}} ein Fundamentalsystem für die transformierte lineare Differentialgleichung. Die Rücktransformation liefert, dass
{\displaystyle \{x^{\lambda _{1}},x^{\lambda _{2}}\}} ein Fundamentalsystem für die ursprüngliche eulersche Differentialgleichung ist.
Fall 2: {\displaystyle \ \lambda _{1}=\lambda _{2}}.
Dann ist {\displaystyle \lambda :={\frac {a_{2}-a_{1}}{2a_{2}}}} eine doppelte Nullstelle des charakteristischen Polynoms. Daher ist {\displaystyle \ \{e^{\lambda z},ze^{\lambda z}\}} ein Fundamentalsystem für die transformierte lineare Differentialgleichung. Die Rücktransformation liefert, dass
{\displaystyle \ \{x^{\lambda },x^{\lambda }\ln x\}} ein Fundamentalsystem für die ursprüngliche eulersche Differentialgleichung ist.
Fall 3: {\displaystyle \ \lambda _{1},\lambda _{2}} beide nicht reell.
Dann sind {\displaystyle \ \lambda _{1},\lambda _{2}} komplex konjugiert zueinander. Also ist {\displaystyle \ \{e^{\lambda _{1}z},e^{\lambda _{2}z}\}} ein (komplexes) Fundamentalsystem. Sei {\displaystyle \ \lambda _{1}=\mu +i\nu }, {\displaystyle \mu ,\nu \in \mathbb {R} }. Dann ist {\displaystyle \ \{e^{\mu z}\sin(\nu z),e^{\mu z}\cos(\nu z)\}} ein reelles Fundamentalsystem der transformierten linearen Differentialgleichung. Rücktransformation liefert {\displaystyle \ \{x^{\mu }\sin(\nu \ln x),x^{\mu }\cos(\nu \ln x)\}} als Fundamentalsystem für die ursprüngliche eulersche Differentialgleichung.